# Sąpy (powiat iławski)
Sąpy – osada w Polsce położona w województwie warmińsko-mazurskim, w powiecie iławskim, w gminie Iława.
W latach 1975–1998 miejscowość należała administracyjnie do województwa olsztyńskiego.
Wieś położona pomiędzy jeziorami Jeziorak i Gil Wielki.